# Exon

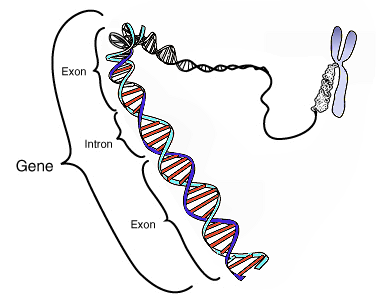
Schematische weergave van de introns en exons van een gen op een chromosoom

Een exon (Engels: expressed region) is het coderend gedeelte van een gen. Het grootste deel van de exons zal uiteindelijk coderen voor het polypeptide dat door het betreffende gen bepaald wordt. De delen van het gen die niet in het uiteindelijke mRNA terechtkomen, zijn introns.
De situatie is enigszins te vergelijken met een boek waar tussen de leesbare tekst door opeens enkele regels staan die uit willekeurige letters bestaan. Deze willekeurige letters zullen in het uiteindelijke boek ertussenuit gehaald worden, waardoor een verhaal zal ontstaan dat volledig leesbaar is. De exons vormen de leesbare tekst.

## Exons blijven over in het mRNA na splicing

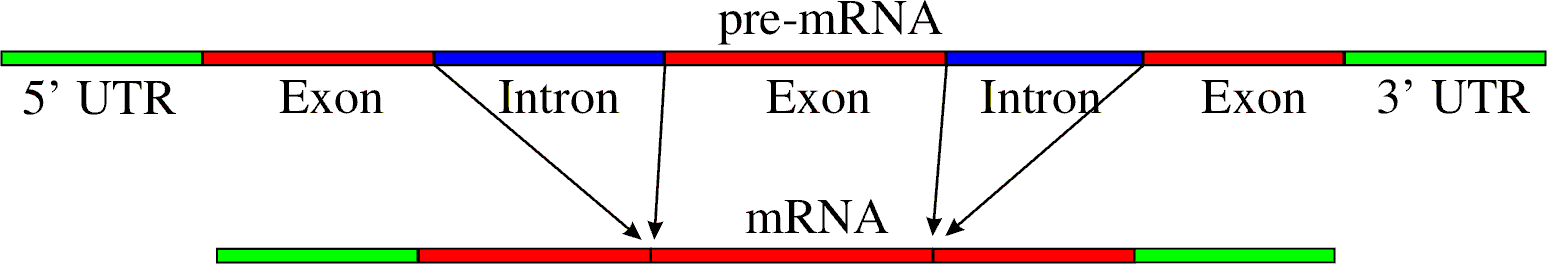
Vereenvoudigde weergave van de splicing waarbij introns uit het pre-mRNA verwijderd worden en de exons in het uiteindelijke mRNA overblijven

Voor het maken van een eiwit wordt eerst het hele gen door transcriptie gekopieerd, waardoor een pre-mRNA bestaat, waarin zowel de introns als de exons aanwezig zijn. Van dit pre-mRNA wordt door een proces van splicing het uiteindelijke mRNA gemaakt. De stukken van het gen die in het uiteindelijke mRNA overblijven, zijn exons.

## Nummering
Naar goed gebruik worden exons genummerd vanaf nummer 1. Het eerste intron komt pas na het eerste exon. Bij zeer ingewikkelde genen wordt een exon weleens genummerd met 3A, 3B etc.

## Exons coderen voor een eiwit
Drie opeenvolgende nucleotiden (een codon) van een mRNA coderen samen voor één aminozuur. Deze codering is de genetische code. Tijdens de translatie van een mRNA wordt telkens een codon afgelezen en het bijbehorende aminozuur aan de aminozuurketen aangebouwd.

## 5' UTR en3' UTR
Het begin en het einde van het mRNA codeert echter vaak niet voor het uiteindelijke eiwit. Deze regio's zijn 5' en 3' untranslated region of UTR (Nederlandse uitspraak: 5 accent UTR) genoemd. Tijdens de translatie van het mRNA in een eiwit worden deze niet gebruikt voor de codering van de bouwstenen van het eiwit (de aminozuren) zelf. Deze twee regio's hebben wel signaalfuncties die het proces van de translatie regelen. Dit betekent dat (een deel van) de eerste exons en (een deel van) de laatste exons van een gen niet coderen voor het uiteindelijke eiwit.
Naar de eerdere analogie van het boek, zijn deze regio's de instructies voor de drukker, die aangeven hoe en hoe vaak een boek gedrukt moet worden en aan wie het verstuurd moet worden, weliswaar leesbare tekst, maar niet meer terug te vinden in het uiteindelijke boek (eiwit).

## Voorkomen
Niet alle organismen hebben introns tussen de exons van hun genen. Introns komen hoofdzakelijk voor in eukaryote organismen (organismen waarvan de cellen een celkern hebben). Wetenschappers speculeren nog over de functie(s) die introns mogelijk hebben.

## Ontdekker
Voor de ontdekking dat een gen kan bestaan uit introns en exons kregen Richard John Roberts en Phillip Allen Sharp in 1993 de Nobelprijs voor de Fysiologie of Geneeskunde.